# Stigmella rhamnella
Stigmella rhamnella là một loài bướm đêm thuộc họ Nepticulidae. Loài này có ở Đan Mạch đến bán đảo Iberia và Italia và từ Pháp đến România và Ukraina. Nó cũng được tìm thấy ở Estonia. Nó không hiện diện ở phần phía nam của bán đảo Balkan.
Có hai đến ba thế hệ mỗi năm.
Ấu trùng ăn Rhamnus alpinus, Rhamnus catharticus, Rhamnus pumilus và Rhamnus saxatilis. Chúng ăn lá nơi chúng làm tổ. 